# Ox Nché
Retshegofaditswe 'Tshego' Nché (Bloemfontein, 23 de julio de 1995) es un jugador de rugby sudafricano, que juega de pilar para la selección de rugby de Sudáfrica y, actualmente para el equipo de los Sharks en el United Rugby Championship.

## Trayectoria deportiva
Ox Nché se incorporó a la academia Free State Cheetahs en 2011, en su región natal del Estado Libre, con quien realizó toda su formación. En particular, compitió en Craven Week en 2012 y 2013 con este equipo. 
En 2015 y 2016 disputó la Varsity Cup, con el equipo UFS Shimlas.  
Inició su carrera profesional en 2016 con la franquicia Cheetahs en Super Rugby.  Disputó su primer partido el 26 de febrero de 2016 contra Jaguares.  En su primera temporada disputó doce partidos, la mitad de ellos como titular, consolidándose así en la rotación como pilar izquierdo. 
El mismo año disputó el Rugby Challenge con los Free State Cheetahs.  Unos meses más tarde, también jugó en la Copa Currie, donde fue elegido mejor jugador de la competición. 
Tras la temporada de Súper Rugby 2017, los Cheetahs fueron excluidos del campeonato por motivos económicos y por falta de resultados, e inmediatamente se incorporaron al Pro14.  Nché permaneció entonces fiel a su equipo y por ello jugó su temporada inaugural en este campeonato. 
En 2020, luego de tres temporadas en Pro14 con los Cheetahs, se unió a los Sharks en el Súper Rugby, sucediendo así al emblemático Tendai Mtawarira.   Convincente durante su primera temporada con la franquicia de Durban, amplió su contrato por tres temporadas más. 

## Carrera internacional
Ox Nché jugó con la selección escolar sudafricana en 2012 y 2013. 
Jugó con la selección sub-20 de Sudáfrica en el Campeonato Mundial Juvenil de 2015. 
Jugó con Sudáfrica A en junio de 2017, durante una serie de dos partidos contra los Bárbaros franceses. Suplente durante el primer partido, luego fue titular en el segundo, anotando en esta ocasión un ensayo en una hazaña individual y una carrera de cincuenta metros.  
Fue seleccionado por primera vez con los Springboks en abril de 2018 por el entrenador Rassie Erasmus.  Obtuvo su primera llamada internacional el 2 de junio de 2018 durante un partido de prueba contra la selección de Gales en Washington D. C..
Tres años después de su primera selección, el entrenador Jacques Nienaber lo llamó a la selección nacional para preparar la gira de los British Lions en Sudáfrica.  Obtuvo su segunda llamada durante un partido de preparación contra Georgia, antes de jugar un partido contra los Lions durante su serie.

#### Participaciones en Copas del Mundo
| Mundial                       | Sede    | Resultado | PJ | Tries |
| ----------------------------- | ------- | --------- | -- | ----- |
| Copa Mundial de Rugby de 2023 | Francia | Campeón   | 7  | 0     |